# IC 2257
IC 2257 је двојна звијезда у сазвјежђу Рак која се налази на листи објеката дубоког неба у Индекс каталогу.
Деклинација објекта је + 23° 39' 0" а ректасцензија 8h 17m 10,8s.